# Ball Arena
Ball Arena is een arena in Denver, Colorado. Er wordt gespeeld door de Colorado Avalanche, Denver Nuggets en de Colorado Mammoth. Als de arena niet in gebruik is door deze teams wordt hij gebruikt voor concerten. De arena ligt naast het Elitch Gardens-pretpark.

## Geschiedenis

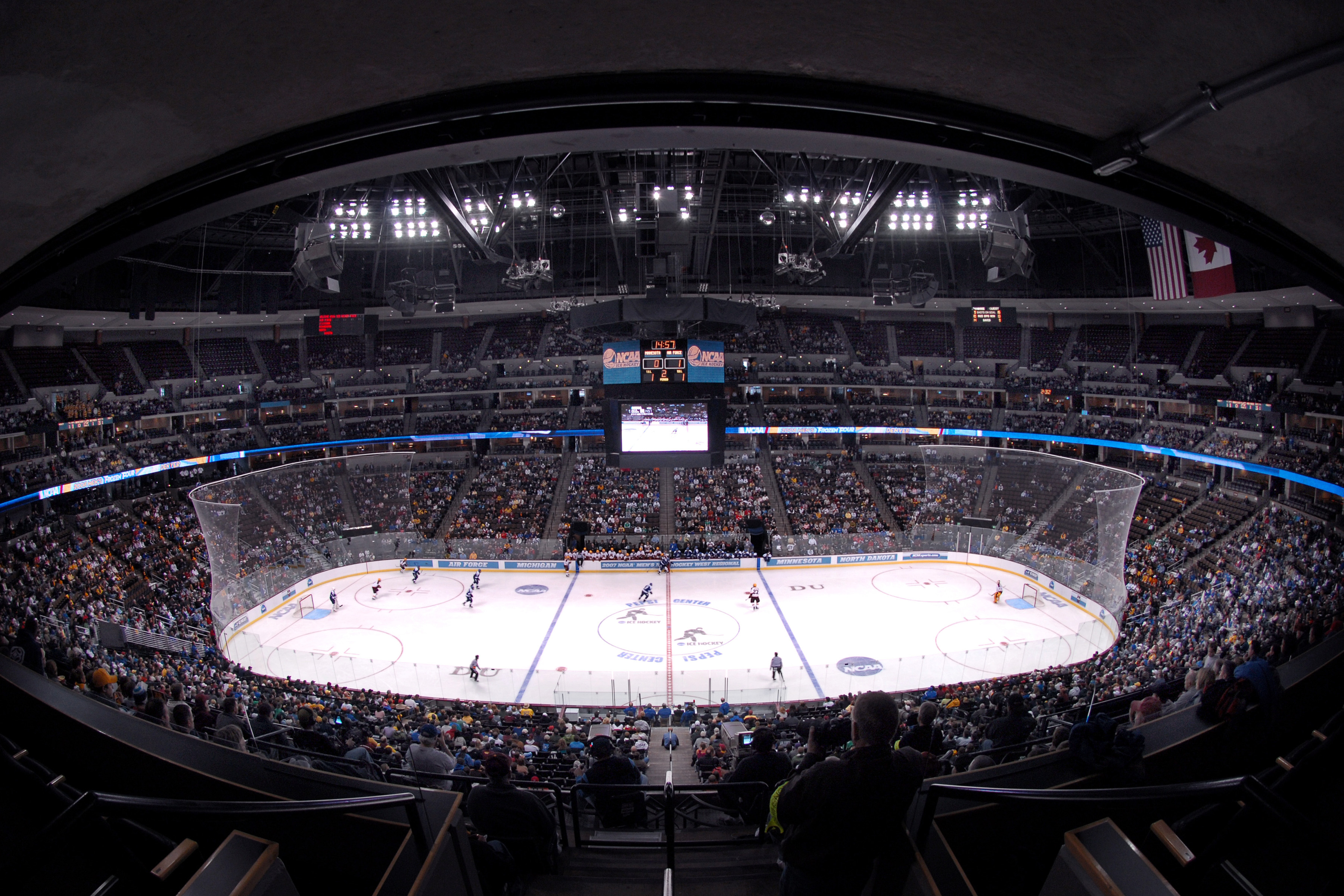
Interieur van de arena

De arena werd samen met het Coors Field en het Empower Field at Mile High gebouwd als deel van grootschalige verbeteringen van sporthallen in Denver. Het complex werd zodanig gebouwd dat het gemakkelijk toegankelijk is. Het staat aan Speet Boulevard, een doorgang in Denver en is te bereiken door een afslag van Interstate 25. Ook is er een lightrailstation aan de westelijke zijde van het complex.
Op 20 november 1997 werd er aan de bouw begonnen van de arena en hij was gereed in oktober 1999 toen Céline Dion er een concert gaf. Het heeft een capaciteit van 19.099 voor basketbal, 18.007 voor hockey en lacrosse en 17.210 voor arena voetbal. Ook is er een oefenruimte in gebruik door de Nuggets. In het atrium van het gebouw hangt een beeld dat hockey- en basketbalatleten uitbeeldt.

## Activiteiten
Ball Arena heeft meerdere evenementen gehuisvest zoals het National Hockey League All-Star Game van 2001 en de Stanley Cup-finale uit hetzelfde jaar. Van 2004 tot en met 2006 huisvestte de arena het Mountain West Conference basketbaltoernooi voor mannen. De laatste twee ronden van het NCAA Westelijke Regionale ijshockey voor mannen werd op 24 en 25 maart 2007 in de arena gehouden, op 10 en 28 april 2008 werden deze wedstrijden weer in Ball Arena gehouden. Het Centrix Financial Grand Prix of Denver werd van 2002 tot en met 2006 op de parkeerplaats gehouden. Denver werd in 2005 verkozen als een van de vijf steden in de Verenigde Staten die de Dew Action Sports Tour mocht houden.